# Auguste Chauvin
Vous lisez un « article de qualité » labellisé en 2024.
Pour les articles homonymes, voir Chauvin.
Auguste Chauvin, né le 24 octobre 1810 à Liège où il meurt le 29 mai 1884, est un peintre belge.
Également dessinateur, Auguste Chauvin est avant tout un peintre de scènes religieuses, de portraits, de compositions historiques et allégoriques, et de scènes de genre. Proche du romantisme dans ses compositions historiques, il reste fortement influencé par l'école de peinture de Düsseldorf, surtout dans ses scènes religieuses.
Né à Liège en 1810, le jeune Auguste s'installe avec sa famille dès 1816 à Aix-la-Chapelle. Il s'y forme pour devenir architecte, mais apprend également les bases du dessin et de la peinture chez Jean Baptiste Bastiné. Après avoir exercé comme maître-maçon durant quelques années, il renonce à cette carrière en 1831, décide de suivre sa vocation artistique et part étudier à l'Académie des beaux-arts de Düsseldorf auprès de Wilhelm von Schadow. De 1832 à 1841, il poursuit sa formation à Düsseldorf tout en officiant quelques mois par an comme peintre officiel de la cour de Neuwied.
En 1841, il revient à Liège, où un poste de professeur à l'Académie royale des beaux-arts lui est offert. C'est le début d'une longue carrière d'enseignant à l'Académie, que complète celle de directeur de cette même institution à partir de 1856. Il obtient sa mise à la retraite en 1880. Tout au long de sa carrière, il « s'efforce de faire pénétrer et apprécier en Belgique l'art allemand et plus particulièrement les œuvres des maîtres de Düsseldorf ».

## Biographie

### Jeunesse, formation et début de carrière artistique (1810-1841)
Auguste Adolphe Chauvin, né le 24 octobre 1810 à Liège, est le fils aîné de Pierre Jean Jacques Chauvin, marchand chapelier, et d'Antoinette Piermont,,. Le couple a d'autres enfants, dont François Chauvin, né en 1812, qui est officier dans l'armée allemande et anobli après les guerres de 1866 et 1870 « auxquelles il prend une part brillante ». En 1816, la famille s'installe à Aix-la-Chapelle, et le jeune Auguste y fait ses études à l'école primaire, au collège et enfin à l'école industrielle,. Peu après, il est attaché à ce dernier établissement en tant que professeur suppléant. C'est aussi à cette époque qu'il se forme, en compagnie d'Alfred Rethel, aux principes du dessin et de la peinture auprès de Jean Baptiste Bastiné,,,.
Il devient architecte et pendant quatre ou cinq ans exerce le métier de Maurermeister, ou maître-maçon. Ce métier ne lui plaît pas et il décide finalement en 1831 de se rendre à Düsseldorf,, pour y étudier à l'Académie des beaux-arts auprès de Wilhelm von Schadow,,,. Selon un article de 1865 du journal La Meuse, « Schadow fit une mine assez douteuse quand il entendit les plans que lui exposait ce jeune homme de vingt-et-un ans ; et il lui objecta avec force les difficultés de son entreprise ; néanmoins, cédant devant cette volonté ferme et inébranlable, il lui permit de faire un essai ».

Chauvin continue sa formation à l'Académie de Düsseldorf, mais il doit, chaque année, quitter la ville durant quelques mois pour se rendre à Neuwied. De 1832 à 1841, il y travaille en tant que professeur de dessin du prince Maximilian zu Wied-Neuwied,, puis comme peintre officiel de la cour,,,, où, « racontait-il plus tard à ses élèves, il peignait en gants blancs ». 

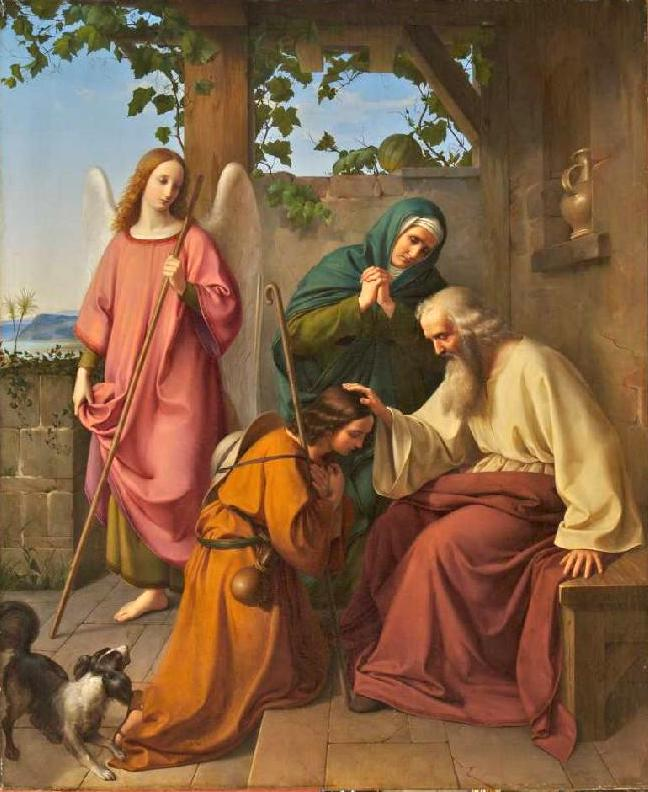
Adieu entre Tobie et son père aveugle, 1836 (huile sur toile ;), Düsseldorf, Museum Kunstpalast.

Le peintre commence sa carrière artistique en 1836 avec la toile Adieu entre Tobie et son père aveugle,. En 1840, il expose deux peintures au Salon d'Anvers, dont le tableau La Châtelaine ; épisode de la chasse au faucon. « Cette œuvre eut un succès tel que bientôt d'autres artistes s'emparèrent de ce sujet et le reproduisirent avec différentes variantes ».
Durant les années qu'il passe à Düsseldorf, l'artiste tisse des liens d'amitié avec Alfred Rethel et Christian Köhler. Il organise aussi un voyage en Belgique, où il sert de guide pour Schadow, Köhler et quatorze autres peintres de l'école de peinture de Düsseldorf. « Ce fut là le premier voyage artistique important, qui créa des relations entre les artistes belges et allemands, encore que ceux-ci se sentissent plutôt attirés vers les œuvres des anciens artistes de Gand, d'Anvers et de Bruges ». Enfin, il épouse Marie Wilhelmine Buschbeck (1819-1890) qui est originaire de Coblence, avec qui il a cinq fils,,, dont le professeur de l'université de Liège et orientaliste Victor Chauvin (1844-1913).

### Carrière à l'Académie des beaux-arts de Liège (1841-1880)
En 1841, il revient à Liège, où il est nommé professeur de dessin à l'Académie des beaux-arts,,,. Commence alors une longue carrière professorale qui s'étend de 1842 à 1880,,,. En 1855, il est nommé directeur de l'Académie à la suite du décès de Barthélemy Vieillevoye et occupe ce poste, en plus de celui de professeur, de 1856 jusqu'à 1880,,,. Dans l'exercice de ses fonctions de professeur et directeur, il apporte « un esprit élevé, un sens droit, un goût sûr et une grande bienveillance envers ses élèves et ses subordonnés ». Lui sont également reconnus « le tact nécessaire pour diriger chacun dans sa vie » et la capacité d'« encourager le talent à propos et lui donner l'occasion de se produire ».
En plus de sa carrière à l'Académie, il est membre de la commission directrice de la société pour l'encouragement des beaux-arts de 1846 à 1857,,, de la Commission provinciale des monuments, et de la Commission de Perfectionnement de l’Enseignement des Arts du Dessin,,. En 1856, il est également nommé directeur des collections de peinture de la ville de Liège, qui sont alors conservées dans la Halle aux Drapiers, fonction qu'il assume de même jusqu'en 1880,,.

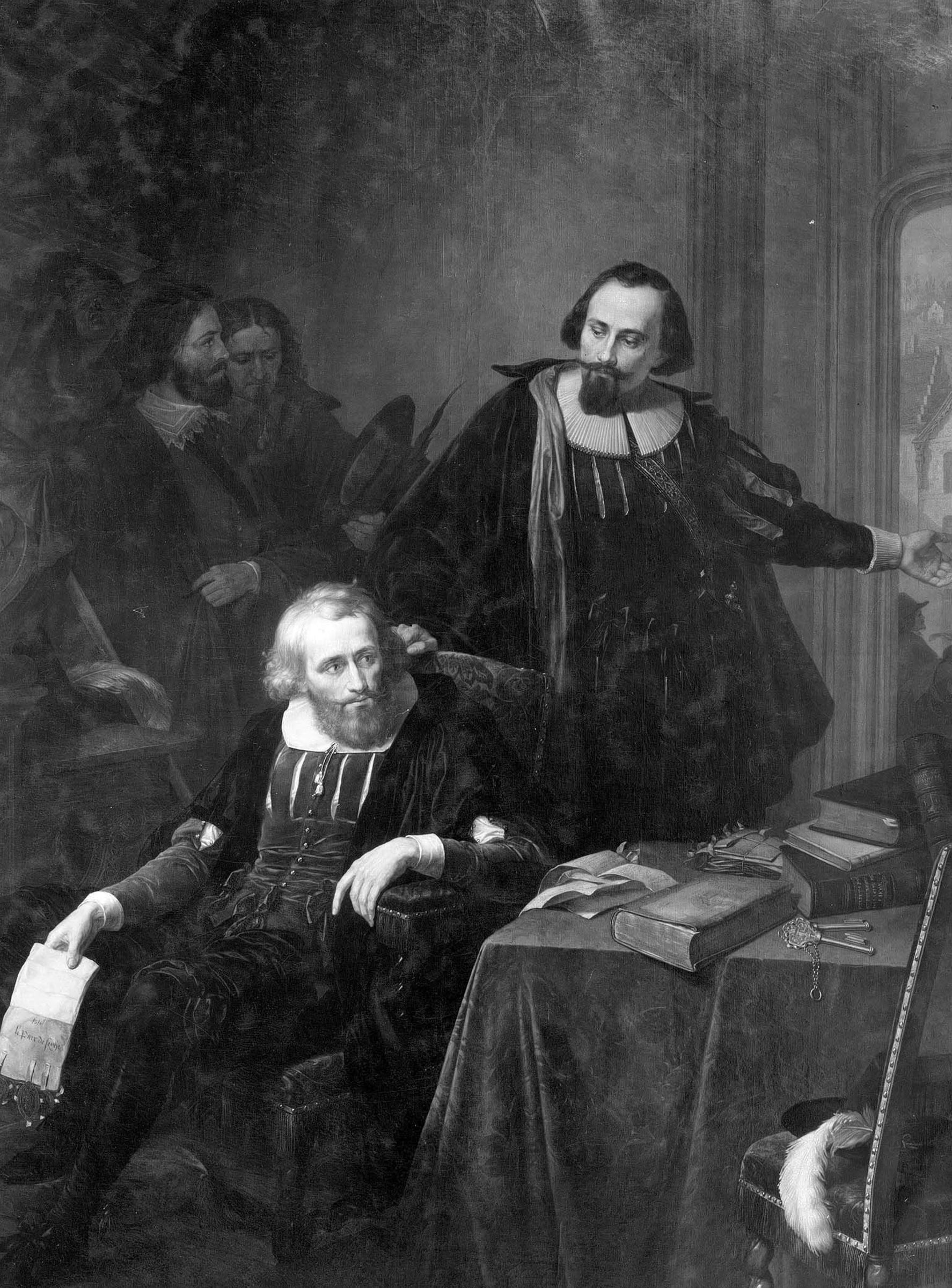
Une dernière entrevue des bourgmestres Beeckman et Laruelle, vers 1848 (huile sur toile ; ; photographie de 1960 du KIK-IRPA), Liège, musée de l'Art wallon.

Malgré ses multiples tâches professorales et administratives, l'artiste expose régulièrement durant cette période. Au Salon de Bruxelles de 1845, il expose son tableau La mort de Moïse,. En 1848, le peintre envoie cinq œuvres au Salon de Bruxelles,, dont sa toile Une dernière entrevue des bourgmestres Beeckman et Laruelle qui lui permet d'obtenir une médaille en vermeil, son tableau La Fuite en Égypte qui « eut tant de succès et fut reproduit par la gravure » et son Portrait du Père Henri Lacordaire. La critique se montre pourtant réservée, trouvant à l'artiste « des qualités incontestables, comprimées par un excès de sagesse, de prudence » et l'engageant « à être plus téméraire ; qu'il ne craigne pas de se montrer trop audacieux ». Au Salon de Bruxelles de 1851, il expose cette fois le Portrait du Baron Louis de Schiervel, conservé au Sénat,. La même année, il participe aussi à l'exposition annuelle de la Royal Academy of Arts à Londres, où il envoie trois toiles, dont La Fuite en Égypte,.

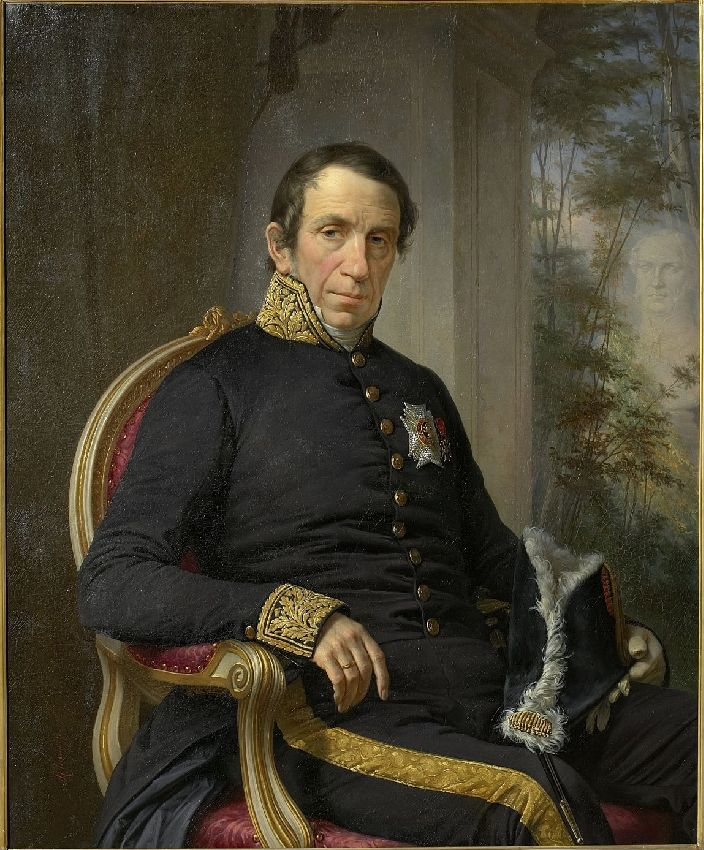
Portrait du Baron Louis de Schiervel, vers 1851 (huile sur toile ; ; photographie de 2005 de Jean-Luc Elias du KIK-IRPA), Bruxelles, Sénat.

L'exposition suivante de l'artiste n'a lieu que dix ans plus tard, lorsqu'il expose Le Banquet de Jupille au Salon d'Anvers de 1861,. L'absence d'expositions notables durant cette période est probablement liée à sa charge de travail à l'Académie, qui s'est grandement accrue à la suite du décès de Barthélemy Vieillevoye en 1855,. En effet, il est nommé en 1855-1856 à la direction de l'Académie (intérim jusque 1858, puis de façon définitive),, et des collections d'art communales,, mais aussi professeur de dessin « d'après nature », de peinture et de composition historique (enseignement supérieur),. En parallèle, il continue d'exercer l'intérim des cours de dessin « d'après l'antique » et d'expression (enseignement moyen), qu'il enseigne depuis 1842 et où il n'est finalement remplacé qu'en septembre 1859 par Charles Soubre,,,.
Le retour du peintre se passe sans accroc : l'œuvre est bien accueillie par la critique de l'époque,, et l'artiste est nommé Chevalier de l’ordre de Léopold à la fin du salon. Le Banquet de Jupille obtient d'ailleurs « un si légitime succès » au Salon d'Anvers que, l'année suivante, « le Sénat de Berlin adresse à l'artiste une lettre des plus flatteuses pour l'inviter à exposer dans la capitale de la Prusse » le tableau en question, qui y est aussi bien reçu par la critique.
Les années suivantes, Chauvin recommence à exposer plus régulièrement : à l'Exposition universelle de Londres en 1862 ; au Salon d'Anvers en 1864, 1870 et 1873 ; au Salon de Gand en 1871 et 1874 ; et enfin au Salon de Bruxelles de 1875. La majorité des œuvres qu'il envoie à ces expositions sont des peintures religieuses, comme les Remords de Caïn, l'Arrivée de la Sainte Famille en Égypte, L'éducation de la Sainte Vierge, etc. Néanmoins, la production artistique de Chauvin s'est ralentie, ce que déplore le périodique Le Rasoir dans un article du 6 avril 1873 : « Depuis quelque temps, cependant, l'artiste semble être absorbé par le directeur de l'Académie, les couleurs sèchent sur sa palette et son pinceau semble délaissé. Le feu sacré serait-il éteint et l'artiste penserait-il à se reposer sur ses succès ? ».

Victor Lemaître, Auguste Chauvin, Directeur de l'Académie des beaux-arts de Liège, 6 avril 1873 (caricature en première page du périodique Le Rasoir), Liège, université de Liège.

En 1930, le critique d’art et conservateur de musée Jules Bosmant dépeint l'artiste comme un « homme érudit et fort écouté » qui « jouissait à Liège d'un grand prestige », ce qu'indique déjà un article du journal La Meuse en 1865 : « Son talent, son esprit, ses connaissances et son activité lui ont acquis l'estime de ses concitoyens et la confiance du gouvernement qui l'appelle souvent à faire partie de Commissions ou le charge de missions à l'étranger ». En 1863, il est du reste envoyé à Stuttgart et Munich, « pour faire un rapport sur l'exposition des travaux graphiques des écoles bavaroises ». Tout au long de sa carrière, il « s'efforce de faire pénétrer et apprécier en Belgique l'art allemand et plus particulièrement les œuvres des maîtres de Düsseldorf »,.
Du côté allemand, l'artiste et critique d'art Ernst Joachim Förster, cité par Johannes Fey en 1897, estime que Chauvin « allie de la manière la plus agréable la convivialité allemande à la vivacité et à la légèreté françaises ». La « convivialité allemande » se retrouve surtout dans la vie de famille de l'artiste, et « la vivacité et la légèreté françaises » se manifestent davantage dans son activité publique.

### Dernières années (1880-1884)
En 1880, Auguste Chauvin obtient sa mise à la retraite, annoncée en juin et officialisée en octobre, « après de longs et loyaux services ». Il est aussi nommé directeur honoraire,. Même à la retraite, il envoie encore au Salon de Gand de 1880 le tableau Moïse au Mont Sinaï , « d'une touche hardie et robuste » selon le critique d'art du journal La Meuse. La même année il rédige une étude des peintres liégeois depuis 1830 (publiée en 1881), où il note qu'un album offert à l'impératrice allemande Augusta de Saxe-Weimar-Eisenach contient un dessin de sa main, et il réalise des portraits de Joseph Lebeau (commande du gouvernement) et d'Hippolyte Cornet, « ancien et dévoué » bourgmestre de Chênée,.
Auguste Chauvin meurt à Liège le 29 mai 1884,,, d'un mal survenu peu de temps auparavant, comme le rappelle Prosper Drion durant les funérailles de l'artiste : « Il y a un mois à peine qu'il s'alitait pour ne plus se relever, et hier, toujours vivant par l'esprit, il expirait sans souffrance ». Les obsèques attirent « une foule considérable », dont de nombreuses « notabilités liégeoises » ainsi que « le corps professoral et les élèves de l'Académie au grand complet ». Le peintre est inhumé au cimetière de Robermont.

## Œuvre

### Style et techniques artistiques

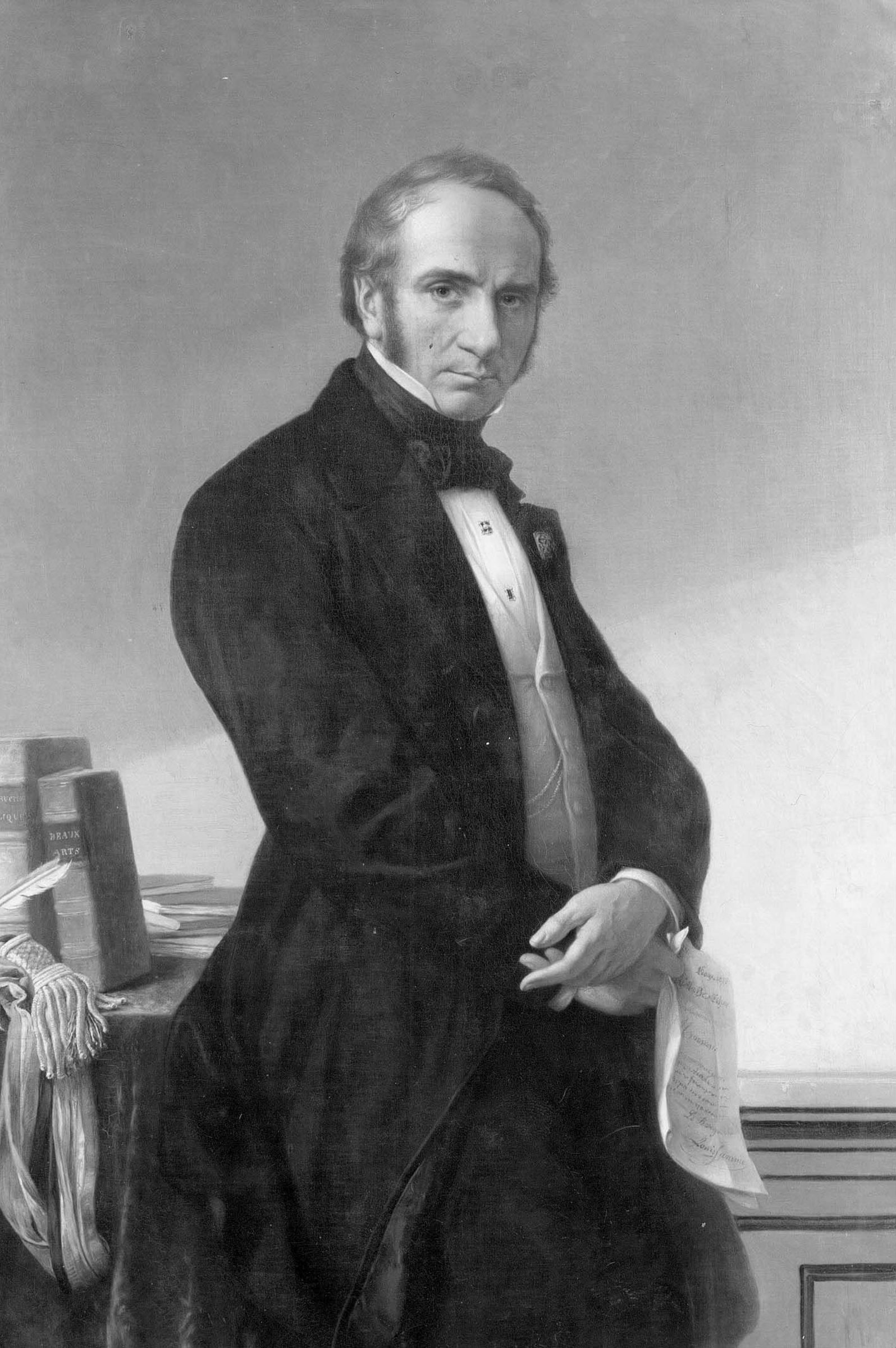
Portrait de Louis Jamme, 1874 (huile sur toile ; ; photographie de 1955 du KIK-IRPA), Liège, musée de l'Art wallon.

L'historien de l'art Paul Piron détecte chez Auguste Chauvin une « prédilection pour les portraits, les compositions historiques et allégoriques, les scènes de genre » et le perçoit comme « proche du romantisme ». Serge le Bailly de Tilleghem, docteur en archéologie et histoire de l'art, le résume avec ces mots : « Auguste Chauvin - ses toiles héroïques prolongent le romantisme nationaliste… dans le dernier quart du siècle ! ».
Cette proximité avec le romantisme, surtout dans ses compositions historiques, est également mise en avant par Jacques Goijen ainsi que par Sibylle Valcke et Gaëtane Warzée. Les mêmes auteurs s'accordent aussi pour constater que le style de ses toiles bibliques est fortement influencé par l'école de Düsseldorf et pour reconnaître la qualité de ses portraits de grands bourgeois et de célébrités,. L'historien de l’art et conservateur de musée Jacques Hendrick (d) considère que « ses portraits, ses tableaux de petit format, défendent mieux sa mémoire et sont supérieurs à ses grandes compositions ».
La conservatrice du musée de l'Art wallon Liliane Sabatini, reprenant une remarque de l'artiste et docteur en histoire de l’art Guy Vandeloise,, signale : « Les peintres de sujets religieux, influencés par les Nazaréens qui menaient une vie quasi monastique dans un couvent désaffecté de Rome, Auguste Chauvin, Jules Helbig et Victor Fassin essayèrent en effet de retrouver par la science et la réflexion la foi et le génie des époques révolues. Ils créèrent ainsi des œuvres consciencieuses qu'aggrave le besoin de signifier ». L'influence des mouvements romantiques et nazaréens sur l'artiste est aussi soulignée par l'historienne de l'art Séverine Livin dans le catalogue édité en 2001 lors de la macro-exposition Vers la modernité : le XIXe siècle au pays de Liège.
Comme le résume un article du journal La Meuse en 1865, Auguste Chauvin est l'un des quelques artistes belges qui trouvent dans l'art allemand « le langage à l'aide duquel ils peuvent convenablement s'exprimer, et qui devient même leur véritable langue maternelle ».

### Portrait du père Henri Lacordaire(1848)

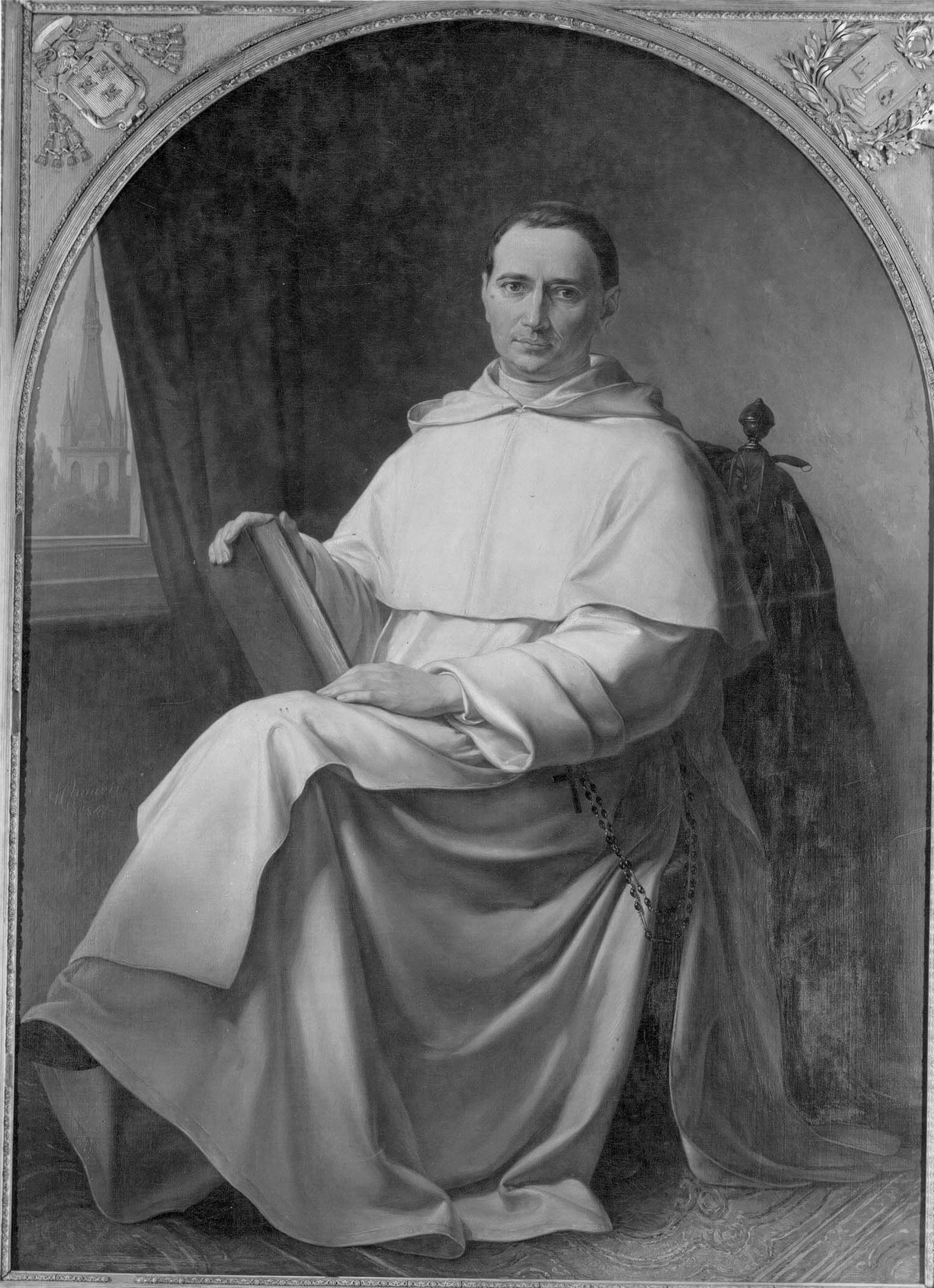
Portrait du Père Henri Lacordaire, 1848 (huile sur toile ; ; photographie de 1955 du KIK-IRPA), Liège, évêché de Liège.

Le modèle de cette peinture à l'huile n'est autre que Jean-Baptiste-Henri Lacordaire, célèbre prédicateur français qui séjourne en 1847 à Liège, où il donne une série de conférences à la cathédrale Saint-Paul entre le 21 février et le 20 avril dans le cadre du carême. Il vient dans le but de « préparer les âmes à la Foi parce que la Foi est le principe de l'Espérance et de la Charité ».

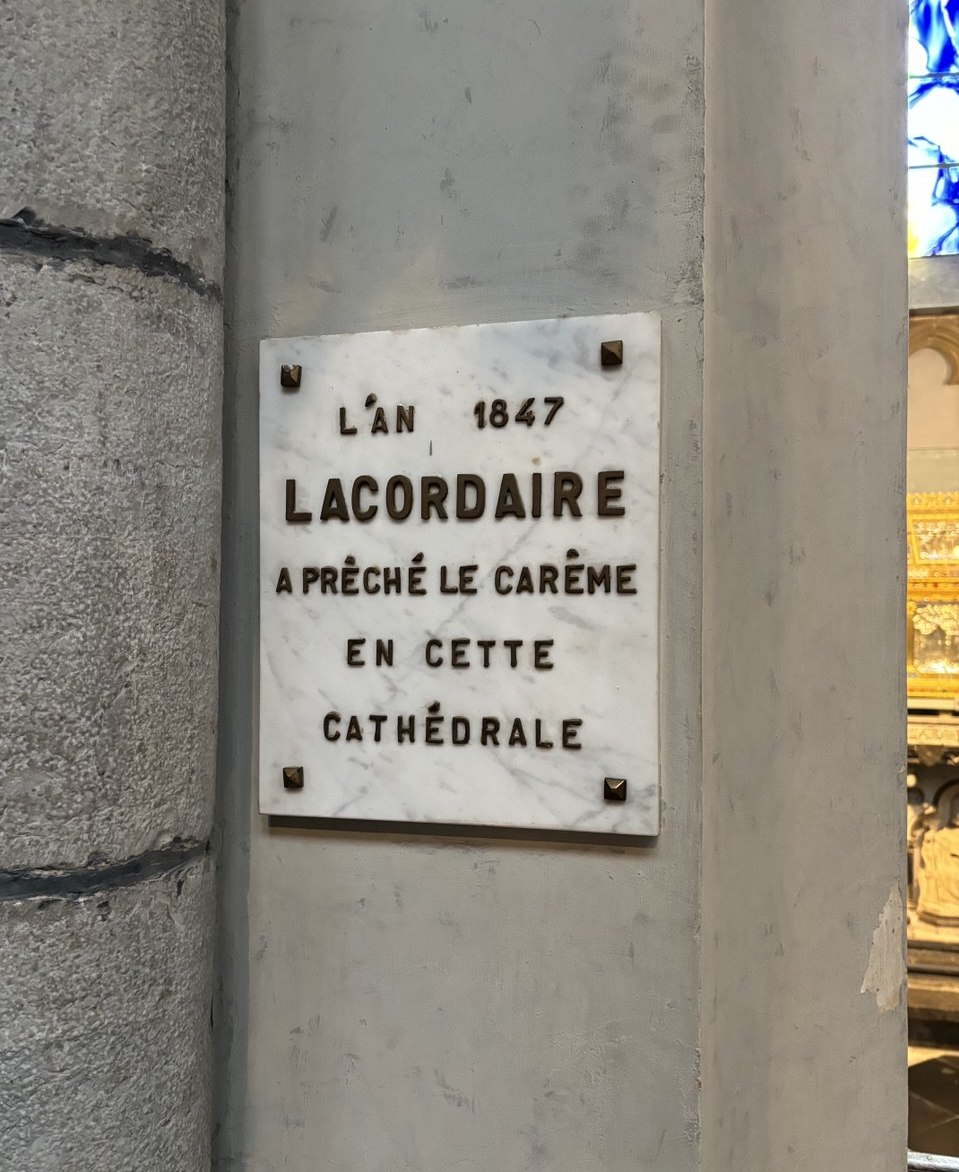
Plaque commémorative des conférences données par le Père Henri Lacordaire en 1847 à la cathédrale Saint-Paul de Liège.

Les conférences et discours de Lacordaire reçoivent un accueil enthousiaste auprès de la population liégeoise, tant et si bien qu'il donne aussi des conférences à la Société libre d'émulation, où il est nommé membre honoraire, qu'il reçoit le titre de docteur en philosophie honoris causa par l'université de Liège et que des souscriptions sont récoltées afin « d'immortaliser son passage à Liège ». Auguste Chauvin est désigné pour réaliser le portrait et il représente le religieux assis dans une salle avec une fenêtre à l'arrière-plan qui laisse entrevoir le clocher de la cathédrale Saint-Paul de Liège.
L'œuvre est l'une des cinq peintures que l'artiste présente au Salon de Bruxelles de 1848,. Bien que les critiques de la Revue du Salon de Bruxelles valorisent positivement certains aspects de la toile, dont le dessin qui est « correct comme dans la plupart des compositions de l'artiste liégeois » et l'harmonie que présente l'ensemble du portrait, ils estiment toutefois que l'artiste a réalisé un portrait du « célèbre prédicateur, moins son génie », car « la haute intelligence de l'éloquent dominicain ne se devine pas dans la peinture ». L'œuvre est actuellement conservée à l'évêché de Liège.

### Le Banquet de Jupille(1861)
Aussi connue sous le nom de Saint Lambert au banquet de Pépin de Herstal,, cette toile monumentale, achevée en 1861 et qui fait partie des collections du musée des Beaux-Arts, est exposée à la cathédrale Saint-Paul de Liège. Elle y est présentée le 5 septembre 1996 dans le cadre des commémorations du XIIIe centenaire de la mort de Saint Lambert, après un processus de restauration commencé en avril 1996.

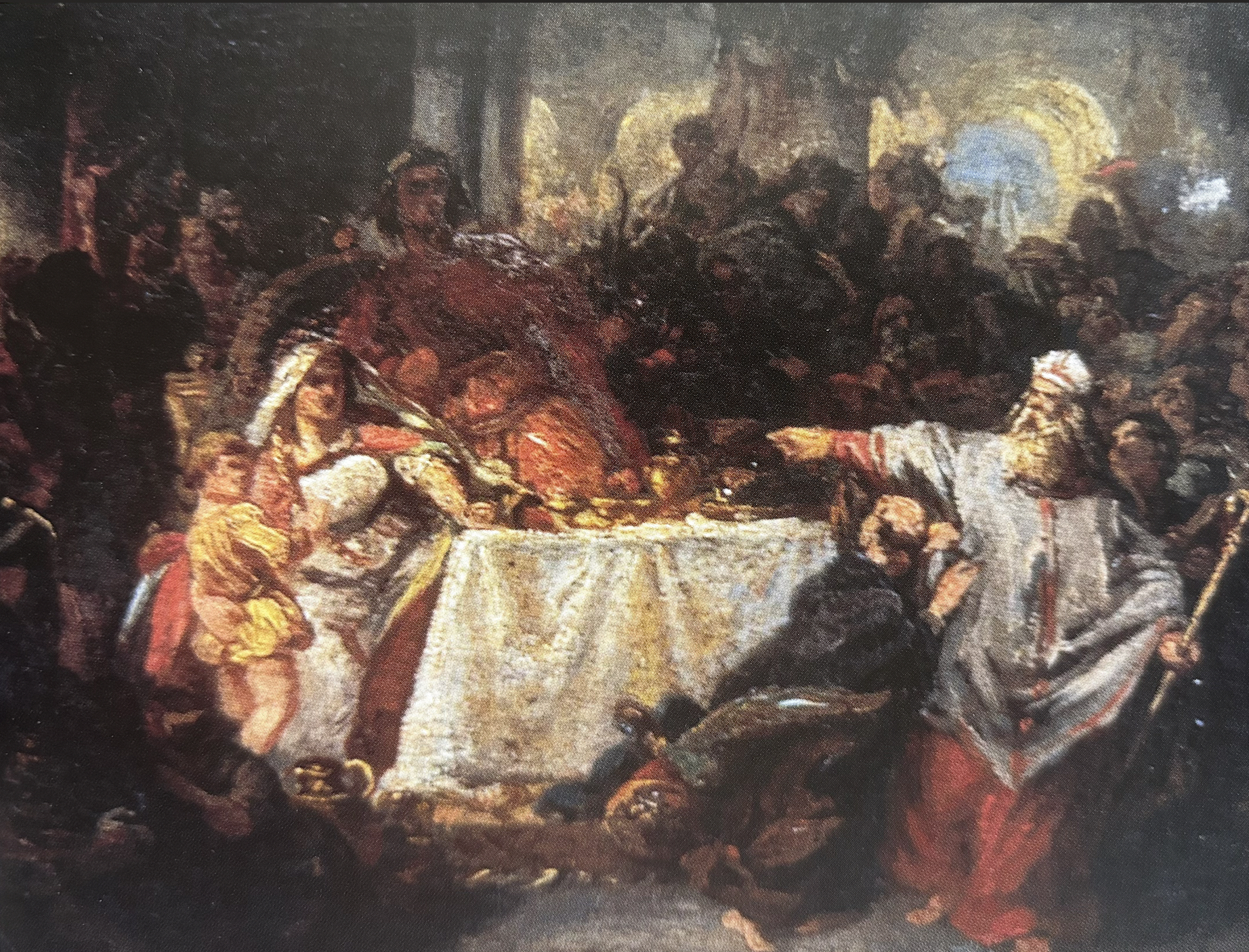
Étude pour Le Banquet de Jupille, 1856 (huile sur toile), Herstal, musée communal.

L'œuvre est une commande de l'état belge et la ville de Liège à l'artiste, sur la base d'un contrat signé le 1er mai 1855 stipulant que « M. Chauvin se charge d'exécuter un tableau représentant un fait tiré des annales du pays, dont le sujet et les dimensions seront dûment approuvés » et que le prix total est fixé à 10 000 francs belges. L'élaboration de la composition se fait de 1855 à 1861, et même si Chauvin ne tarde pas à déterminer le sujet,, les retards dans son exécution sont « dus à la maladie de l'artiste et surtout à ses doubles fonctions de directeur de l'Académie et de professeur intérimaire de la classe de dessin d'après l'antique ». Une fois achevée, l'œuvre est exposée au Salon d'Anverspuis, en décembre 1861, elle est installée au musée communal de Liège et « le Collège, très satisfait, en félicite l'artiste ».
Elle représente la scène suivante : « Saint Lambert, debout, apostrophe Alpaïde et Pepin ; la première, parce qu'en mêlant sa coupe à celles des autres convives pour la faire bénir, elle a voulu surprendre la bonne foi de l'évêque ; le second, parce qu'en ayant à ses côtés Alpaïde, à la place de sa femme légitime Plectrude, il brave les lois et la défense de l'Église »,.

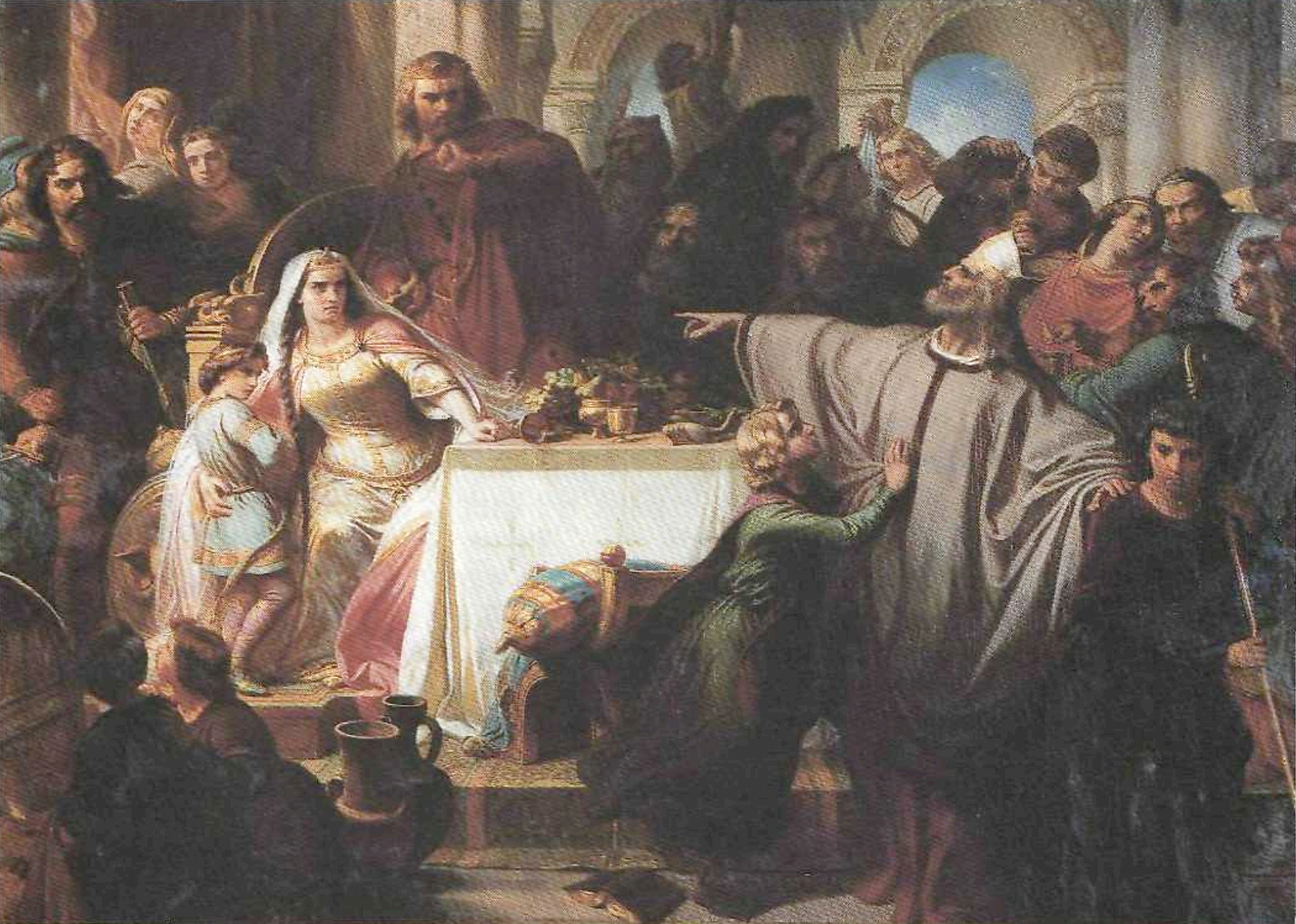
Le Banquet de Jupille, 1861 (huile sur toile ;), Liège, cathédrale Saint-Paul.

Selon Philippe George et Jean-Louis Kupper, cette composition historique est « à replacer dans un courant qui s'exprime depuis la Révolution belge, celui de la peinture monumentale visant à éveiller, consolider et entretenir auprès de la population belge le sentiment national et patriotique »,,. Dans la même veine, la docteure en histoire de l’art Judith Ogonovszky-Steffens remarque que la peinture monumentale est souvent créée pour des « lieux emblématiques du pouvoir » comme la Chambre, le Sénat, les palais de justice ou les hôtels de ville et sert à « légitimer l'existence du jeune royaume de Belgique » et à « inculquer un sentiment national ».
Dans le cas présent, le tableau fait référence à « deux sources justificatrices pour la Belgique de 1830 : la religion catholique et le passé national »,. Saint Lambert exerce le rôle de « défenseur du sacrement du mariage »,, et donc des valeurs morales chrétiennes, mais il représente également « un clin d'œil principautaire »,, et donc une référence à ce passé national. L'allusion au passé national se complète par l'utilisation de « l'imaginaire pippinide et carolingien » qui est évoqué « avec Pépin de "Herstal" dans son "palais" de "Jupille", sans oublier le jeune Charles Martel représenté par Chauvin aux côtés de ses parents. Ce jeu subtil d'identification peut être complété par l'image négative d'Alpaïde, cette Messaline déjà caricaturée sur la première page du bréviaire liégeois de 1622 »,.
Le Journal des beaux-arts du 15 septembre 1861 publie une élogieuse critique de l'œuvre, alors exposée au Salon d'Anvers :

« La composition en est irréprochable : comme ligne, comme logique, M. Chauvin s'est placé à une grande hauteur. On devine un penseur sérieux sous l'artiste ; un homme habitué à commenter les règles de l'art et à entrer dans le vif de ce qui détermine l'étude du vrai et du beau. Il y a comme un souffle du grand Corneille sur cette scène qui forme un des points constitutifs les plus saillants de l'histoire de Liège ; on le sent dans cette grande tempête humaine soulevée par la parole de St. Lambert, et le spectateur en subit la secrète et magique influence. Chacun des personnages est parfaitement dans l'esprit de son rôle : la terreur, la colère, la foi, la crainte, toutes ces passions et tous ces sentiments occupent dans l'œuvre une place importante, et, il faut le dire, c'est, sous ce rapport, un des succès les plus larges auxquels nous ayons assisté. Nous ne nous rappelons pas avoir vu, sous le rapport de l'expression dramatique, une œuvre exécutée avec un accent plus vrai et plus profond que celle de M. Chauvin ».

En revanche, l'œuvre ne fait pas l'unanimité parmi les critiques d'art du XXe siècle, notamment de Jacques Hendrick et Jules Bosmant qui tous les deux ont été conservateurs du musée des Beaux-Arts de Liège,. Jules Bosmant commente en 1930 que le tableau « présente, dans une couleur déplorable, une gesticulation d'acteurs tragiques qui posent pour l'objectif et se soucient plus de faire valoir la noblesse de leurs attitudes et l'harmonie de leurs grimaces que la vérité véhémente des sentiments qu'ils éprouvent ». Jacques Hendrick, quant à lui, le trouve « d'une froideur glaciale de facture et de sentiment ».
Lors de la présentation de l'œuvre restaurée à la cathédrale Saint-Paul en 1996, Philippe George, assistant à l'université de Liège et conservateur du Trésor de la cathédrale, remarque qu'Auguste Chauvin « a soigné son décor » et « individualisé chaque personnage, fidèle à sa spécialité de portraitiste ». Il note aussi qu'« une dramatisation extrême se lit dans l'expression des visages et le regard des personnages » et détecte des « références à la peinture ancienne » : par exemple aux Les Noces de Cana ou au Repas chez Levi de Véronèse pour la composition, ou à Boticelli, Raphaël ou au maniérisme italien du XVIe siècle pour les visages et les figures féminines. De manière plus anecdotique, il émet l'hypothèse que « l'homme, juste derrière saint Lambert, moustachu et barbu, aux cheveux ondulés et au nez très typé, pourrait être un autoportrait » du peintre.

### Portrait de Frédéric Rouveroy(avant 1884)

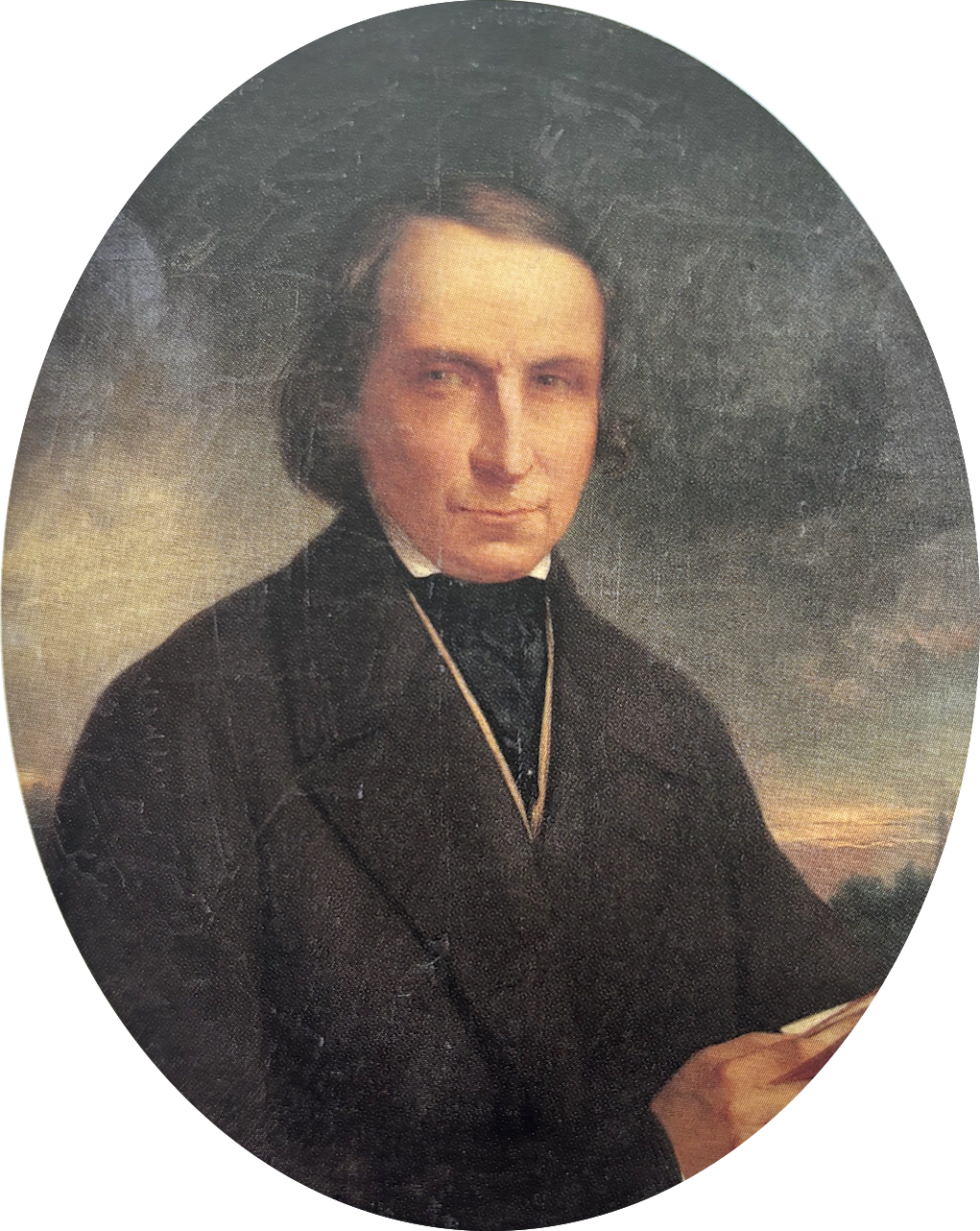
Portrait de Frédéric Rouveroy, avant 1884 (huile sur toile ;), Liège, musée de l'Art wallon.

La peinture, non datée, fait partie des collections du musée de l'Art wallon et est en dépôt à la bibliothèque publique de Liège. Elle représente Frédéric Rouveroy (1771-1850) qui a été bourgmestre d'Horion-Hozémont, officier de l’état civil, curateur de l'université de Liège, membre de la Société libre d'émulation et échevin de la ville de Liège,,. Il est également l'auteur d'un manuscrit inachevé de 220 feuillets, dont 180 sont écrits, intitulé Vocabulaire liégeois-français,,.
L'ouvrage, inspiré par le Dictionnaire wallon-français de Cambresier rédigé en 1787, consiste « à dresser une liste des termes wallons, d'en donner l'équivalent ou la définition en français, avec des indications d'emplois, dans le but d'enseigner aux Wallons le français dans son vocabulaire, sa grammaire et sa prononciation ». Le texte, qui commence brusquement, sans présentation ni titre, par l'article abadî et s'achève après l'article qwitte, comporte des ratures ainsi que des articles et des définitions laissés en attente en pointillés.
Actuellement, il ne présente d'intérêt que comme témoignage d'une mentalité typique de la fin du XVIIIe siècle et du début du XIXe siècle qui estime que le progrès doit passer par l'apprentissage du français et la disparition du patois, mentalité que Rouveroy partage en tant que « disciple enthousiaste des idées de la Révolution française » qui voit le wallon comme une marque d'ignorance et un obstacle à l'instruction et à la culture.

### Catalogue et musées
Des œuvres d'Auguste Chauvin font partie des collections du Museum Kunstpalast de Düsseldorf, du Musée Wallraf-Richartz de Cologne et du musée d'Art wallon,,,, mais elles sont également présentes à l'évêché de Liège, à la cathédrale Saint-Paul de Liège, à l'église Notre-Dame de l'Assomption de Seraing, au Sénat, dans les collections d'art et de patrimoine culturel de la Fédération Wallonie-Bruxelles et dans de nombreuses collections particulières,,.

### Réception critique

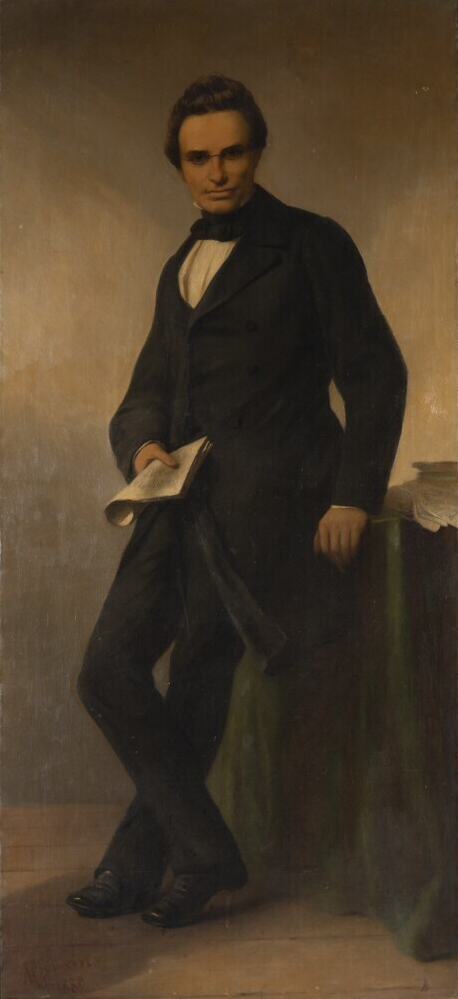
Portrait de Joseph Lebeau, 1880 (huile sur toile ;), Bruxelles, collections d'art et de patrimoine culturel de la Fédération Wallonie Bruxelles.

Du vivant de l'artiste, ses œuvres sont habituellement bien reçues par la critique,,. Les avis de certains commentateurs du XXe siècle sont, par contre, plus discordants,. En 1930 par exemple, Jules Bosmant traite Chauvin de peintre « froid, emphatique et guindé » et de « Monsieur Prud'homme » de la peinture d'histoire, ajoutant : « Solennel et morose, cet élève de l'Académie de Düsseldorf a tourné le dos, sa vie durant, à la simple et vulgaire nature […]. » Il souligne néanmoins que le peintre a « […] pour son excuse et celle de ses malheureux confrères en peinture d'histoire, la difficulté de leur tâche et l'indigence des sujets offerts à leur palette. Entre St-Lambert (dont Gérard de Lairesse peignait déjà le martyre en 1660) et Laruelle, leur verve s'épuise vite ».
En réalité, la critique de Bosmant s'adresse à l'ensemble de l'école de peinture de Düsseldorf qui va « déplacer momentanément les centres d'attraction et de direction des peintres liégeois », déplacement qui entraîne que « […] nos peintres durent de connaître si tard le magnifique réalisme français, car ces faux modèles perpétuèrent chez nous un goût du pittoresque artificiel et d'anecdote sentimentale, que le grand vent naturaliste qui soufflait du Sud ne parvint que difficilement à balayer ». Pour Bosmant, Chauvin est donc surtout coupable d'appartenir et promouvoir cette école de peinture : « Or, ancien élève de Bastiné, puis de Schadow, il se rattache à la vieille école de Düsseldorf. De plus son éducation, voire sa famille, le tournent irrésistiblement vers l'Est ».
La thèse reprise par Jules Bosmant en 1930 est déjà défendue en 1921 par l'auteur, poète, bibliophile et mécène Albert de Neuville, qui observe une véritable « épidémie dusseldorfienne » dans les salons triennaux organisés à Liège durant la seconde moitié du XIXe siècle. Il considère Jules Helbig et Chauvin comme les principaux responsables de cette situation, qui, selon son analyse, contamine « le goût de beaucoup de Liégeois en habituant leurs yeux à un coloris fade et terne, à une atmosphère sans vibration, à la recherche des lignes plutôt qu'à celle des masses, à l'amour de l'extrême complication au détriment de la simplification synthétique » et surtout éloigne « l'esprit de la contemplation de la peinture pour elle-même, pour le porter vers l'étude du sujet ». L'auteur poursuit en remarquant que, face à « des œuvres modernes où la distribution de la lumière et des couleurs tient une si grande place, où l'expression caractéristique l'emporte sur l'exactitude photographique, où le motif est presque tout et le sujet peu de chose », « on crie alors à l'horreur et à l'excentricité ». Il achève, conseillant de hausser les épaules et répondre : « Düsseldorf ! ».
Dans le même registre, Guy Vandeloise pointe en 1978 que « Chauvin, Helbig et Fassin, à l'instar des peintres d'histoire de l'École de Düsseldorf, préfèrent le geste théâtral à l'expression vraie, la couleur fade et cireuse à la touche virulente et passionnée ». En 2001, l'historien de l'art David Bronze, qui reprend plusieurs des critiques émises par Albert de Neuville et Jules Bosmant, considère que Chauvin « témoigne d'un art officiel académique qui porte aux nues la composition et la perfection technique » et qu'il aborde la peinture d'histoire « avec une fortune beaucoup moins grande » que Barthélemy Vieillevoye.
En 2008, les historiens de l'art Jean-Patrick Duchesne et Isabelle Graulich estiment que les divers commentateurs du XXe siècle qui reprochent à Chauvin d'exercer son influence en faveur des peintres de l'école de Düsseldorf le font « non sans raison mais non sans excès ». Les auteurs rappellent que Chauvin et Helbig ne sont pas les seuls responsables de cette situation et que Charles Rogier, ministre des Travaux publics et des Beaux-Arts sous le Gouvernement Lebeau II, est « à l’origine de bourses incitant les artistes belges à étudier la peinture monumentale allemande, qu’il a lui-même découverte à Munich en 1842 »,. Il pense ainsi « tonifier l’art national ». De plus, « Bosmant et ses continuateurs » ont tendance à oublier les effets positifs de l'influence allemande dans les arts sur certains artistes locaux, comme Gérard Buckens, Auguste Donnay et Émile Fabry. Enfin, Jean-Patrick Duchesne observe que la « suprématie » des peintres de l'école de Düsseldorf durant les expositions organisées à Liège, si l'on mesure cette dernière par le nombre d'œuvres acquises par le musée des beaux-arts de la ville, est en réalité bien limitée dans le temps : un premier tableau est acheté en 1838, le phénomène atteint son apogée en 1862 (16 achats sur un total de 36) mais ne fait que diminuer dès 1864 (9 achats sur un total de 50) pour cesser définitivement dès l'édition suivante. Il remarque également que « l'engouement des amateurs privés subit un tassement moins rapide mais tout aussi continu que celui des milieux officiels ».

## Le professeur et ses élèves

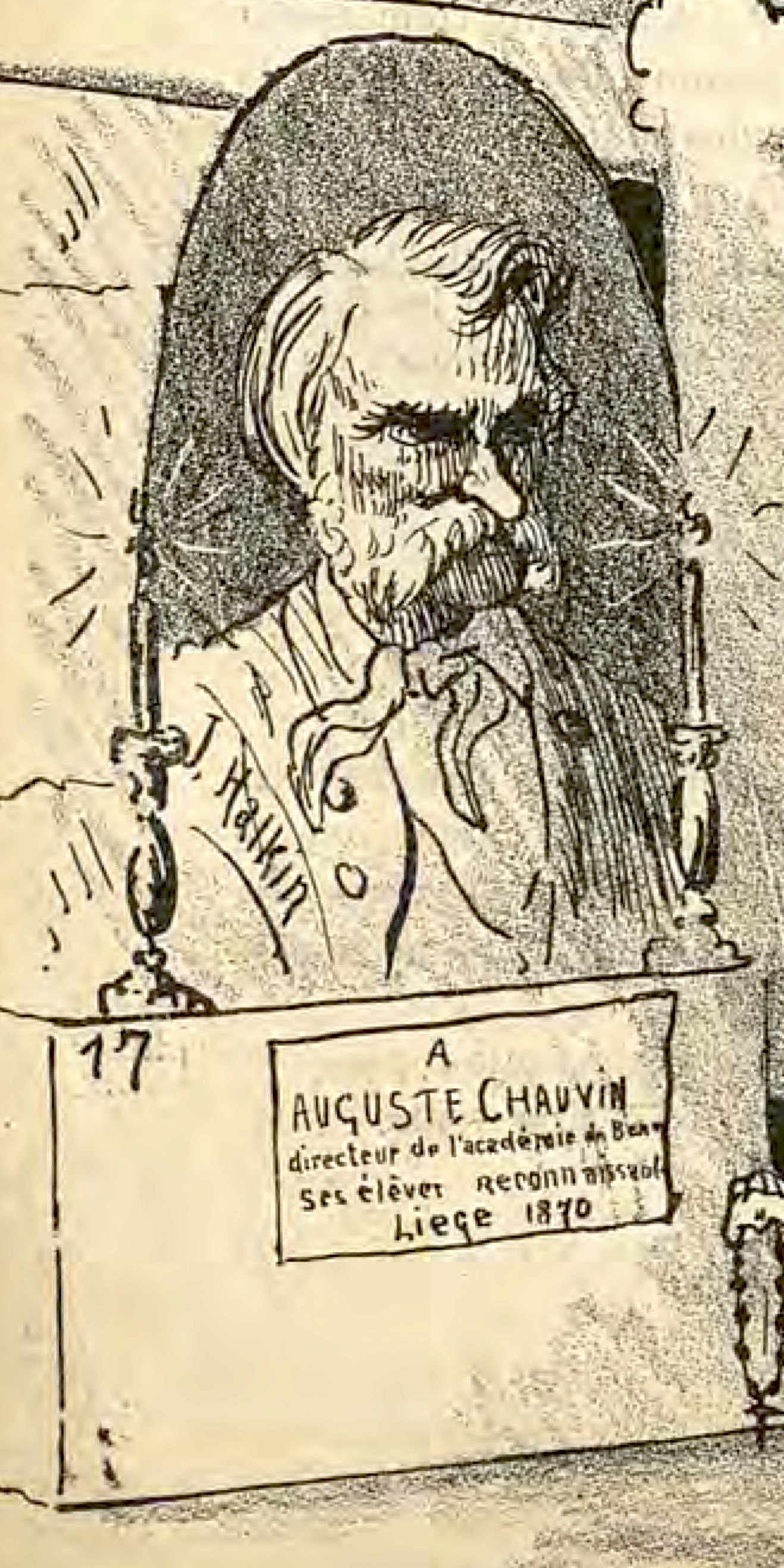
Victor Lemaître, Revue de l'exposition, 16 juillet 1871 (extrait de la caricature en première page du périodique Le Rasoir), Liège, université de Liège.

Un article de 1865 du journal La Meuse explique que Chauvin, en tant que professeur, « n'a pas seulement cherché à employer les meilleures méthodes dans l'enseignement du dessin, du modelage et de la peinture » mais qu'il s'emploie également à « former le goût des élèves d'après les meilleurs modèles et de leur faire connaître les différents styles ». Le même article remarque que le professeur « attache surtout une grande importance à l'enseignement scientifique », car il est conscient que « la science et l'éducation assurent à l'ouvrier comme à l'artiste une place plus honorable et plus indépendante dans la société, et en même temps une activité plus étendue ».
Lors des obsèques d'Auguste Chauvin, Achille Chainaye, l'un de ses anciens élèves, brosse le portrait suivant de l'enseignement reçu de son maître :

« M. Chauvin ne dirigeait pas une école, mais un atelier. Il nous parlait d'art autant qu'il nous faisait pratiquer, et alors qu'il encourageait en développant chez nous la pensée, nous apercevions au-delà de l'étude le tableau, la statue. Quoiqu'il eût enseigné de nombreuses années, il comprenait les progrès récents. Parfois même, il s'émerveillait, c'est le mot, devant un simple contour, une silhouette expressive tracée par un débutant. […] sa nature pénétrante, délicate, allait de la saillie gauloise à l'attendrissement réel : croyez que l'homme qui avait de ces admirables enthousiasmes était un véritable artiste ».

### Élèves notables
- Pierre Joseph Antoine (1840-1913)[118]
- Achille Chainaye (1862-1915)[2]
- Émile Delperée (1850-1896)[119],[120],[121]
- Adrien de Witte (1850-1935)[122],[123],[124]
- Edgar D'Hont (d) (1861-1941)[125],[123],[126]
- Victor Fassin (1826-1906)[127],[128]
- Léon Philippet (1843-1906)[129],[130]
- Charles Soubre (1821-1895)[131]

## Expositions
Il expose en diverses occasions en Prusse, entre autres à Berlin en 1836, 1838 et 1862,,.
- 1840 : Salon d'Anvers, du 1er août au 15 septembre, rue Vénus, Anvers (le peintre y expose deux toiles : La Châtelaine ; épisode de la chasse au faucon et Portrait d'homme)[13].
- 1845 : Salon de Bruxelles, du 15 août au 6 octobre, anciens appartements du palais de Charles de Lorraine, Bruxelles (l'artiste y expose La Mort de Moïse)[24].

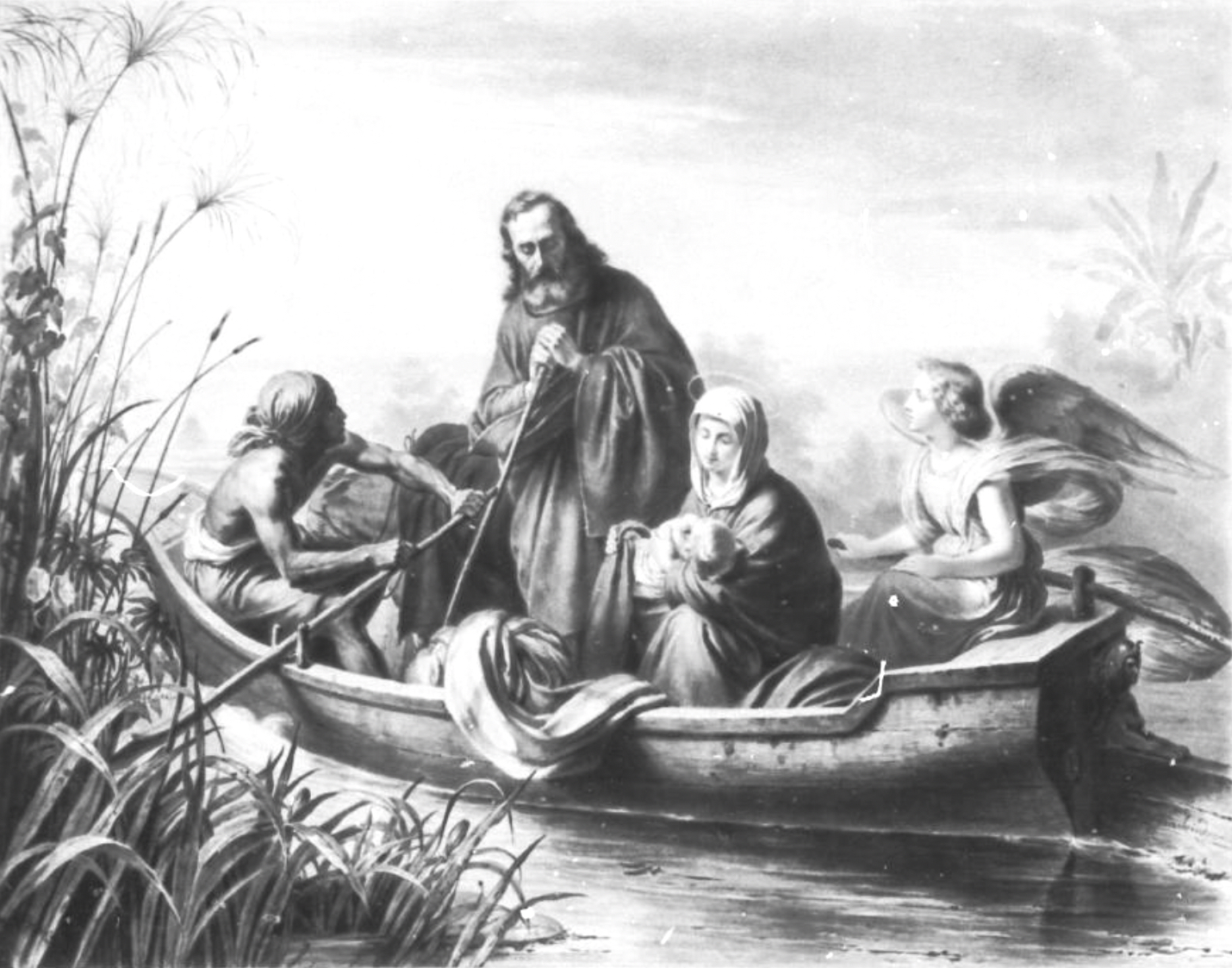
Reproduction de la peinture d'Auguste Chauvin La fuite en Égypte, 1851, Cologne, musée Wallraf-Richartz.

- 1848 : Salon de Bruxelles, du 16 août au 2 octobre, anciens appartements du palais de Charles de Lorraine, Bruxelles (Chauvin y expose cinq toiles : La Prière de Moïse, La Fuite en Égypte, Judas, Une dernière entrevue des bourgmestres Beeckman et Laruelle et le Portrait du Père Henri Lacordaire)[25],[27].
- 1851 : Salon de Bruxelles, du 15 août au 31 octobre, anciens appartements du palais de Charles de Lorraine, Bruxelles (l'artiste y expose le Portrait du Baron Louis de Schiervel)[28] ; The exhibition of the Royal Academy of Arts. MDCCCLI. The eighty-third, Royal Academy of Arts, Londres (le peintre y expose Les Femmes saintes (The holy women), La Fuite en Égypte (Flight into Egypt) et Les Rois mages (The wise men of the east))[29].
- 1861 : Salon d'Anvers, du 4 août au 30 septembre, rue Vénus, Anvers (Chauvin y expose Le Banquet de Jupille)[30],[39].
- 1862 : Exposition universelle de 1862, du 1er mai au 1er novembre, Londres[43].
- 1864 : Salon d'Anvers, du 7 août au 2 octobre, rue Vénus, Anvers (il y expose Remords de Caïn)[44].
- 1870 : Salon d'Anvers, du 14 août au 2 octobre, rue Vénus, Anvers (le peintre y expose l'Arrivée de la Sainte Famille en Égypte)[45].
- 1871 : XXVIIIe Exposition nationale et triennale - Salon de Gand, du 10 septembre au 14 novembre, casino de Gand, Gand (l'artiste y expose la toile L'Éducation de la Sainte Vierge)[47].
- 1873 : Salon d'Anvers, du 10 août au 5 octobre, rue Vénus, Anvers (il y expose deux œuvres : L'Adoration des enfants des bergers et L'Éducation de la Sainte Vierge)[46].
- 1874 : XXIXe Exposition triennale - Salon de Gand, du 30 août au 18 octobre, casino de Gand, Gand (Chauvin y expose la toile Jeune fille à sa toilette)[48].
- 1875 : Salon de Bruxelles, du 23 août au 15 novembre, place du Petit Sablon, Bruxelles (le peintre y expose Judas Iscariote)[49].
- 1880 : XXXIe Exposition triennale - Salon de Gand, du 15 août au 2 novembre, casino de Gand, Gand (l'artiste y expose la toile Moïse au mont Sinaï)[54],[133] ; Fête artistique du Cercle, août, Cercle artistique et littéraire de Bruxelles, Bruxelles (Chauvin y expose le Portrait de Joseph Lebeau)[134],[135].
- 2001-2002 : Vers la modernité : le XIXe siècle au pays de Liège, du 5 octobre 2001 au 20 janvier 2002, musée de l'Art wallon et salle Saint-Georges, Liège (quatre peintures de l'artiste sont exposées : le Portrait de Père Jean Baptiste Henri Lacordaire, l'Étude pour Saint Lambert au Banquet de Jupille, le Portrait de Louis Jamme et le Portrait de Frédéric Rouveroy)[70],[77],[91],[136].

## Prix et distinctions
- 1848 : médaille en vermeil au Salon de Bruxelles pour son tableau Une dernière entrevue des bourgmestres Beeckman et Laruelle[26].
- 1861 :  Chevalier de l'ordre de Léopold (le 8 octobre)[40],[137].